# Москалец, Вилий Константинович
Вилий Константинович Москалец (1 мая 1927, Матиевка — 30 июня 2001, Матиевка) — советский и украинский прозаик, Член Союза писателей СССР (1963—1991).

## Биография
Родился 1 мая 1927 года в селе Матиевка.
Сначала учился в средней школе, но из-за неуспеваемости был исключён и перешёл в школу рабочей молодёжи, которую окончил успешно. В 1950-х годах увлёкся литературой и начиная с 1955 года начал писать произведения. Одним из популярных произведений является «Сейм выходит из берегов», данное произведение он предложил к экранизации, что сделал режиссёр Исаак Шмарук.
Скончался 30 июня 2011 года в Матиевке.

### Личная жизнь
Вилий Москалец был женат. Сын — Константин Москалец (23 февраля 1963, Матиевка) — советский и украинский литературный критик, музыкант, переводчик, поэт и прозаик.